# Lilly Rottensteiner
Lilly Rottensteiner (* als Lisa Evelyne Rottensteiner am 23. Mai 1997 in Judenburg, Steiermark) ist eine österreichische Musicaldarstellerin und Sängerin.

## Leben
Lilly Rottensteiner wuchs in Pöls in der Steiermark auf und studierte ab 2018 musikalisches Unterhaltungstheater an der Musik und Kunst Privatuniversität der Stadt Wien (MUK). Das Studium schloss sie 2022 mit Auszeichnung ab.
Bereits während ihrer Ausbildung war sie in diversen Musical-Produktionen zu sehen. In ihrem letzten Studienjahr gab sie ihr professionelles Debüt am Staatstheater am Gärtnerplatz unter der Regie von Josef E. Köpplinger in der Rolle der Baronin Bomburst in Tschitti Tschitti Bäng Bäng, weiters wirkte sie bei der semi-konzertanten Aufführung von Elisabeth im Ehrenhof von Schloss Schönbrunn mit, welche auf ORF III live, und später auch auf 3sat, übertragen wurde.
Am Gärtnerplatztheater war sie zudem als Frau Segstrom in Das Lächeln einer Sommernacht, in Drei Männer im Schnee, sowie in My Fair Lady zu sehen.
In der von Thomas Zaufke komponierten und von Peter Lund geschriebenen und inszenierten Musicaladaption von Mario Feslers Jugendroman Lizzy Carbon und der Klub der Verlierer verkörperte sie in der Uraufführung am Theater der Jugend die Rolle der Sara.
Bei den Vereinigten Bühnen Wien spielte sie neben Elisabeth auch in der semi-konzertanten Aufführung von Jesus Christ Superstar am Raimund Theater. Seit März 2024 ist sie als Cover Carlotta Giudicelli und Swing in Das Phantom der Oper am Raimund Theater zu sehen.

## Bühne und Theater
- „Peter Pan“ / Chris – Bühne Baden (2016–2017)
- „Tschitti Tschitti Bäng Bäng“ / Baronin Bomburst – Gärtnerplatztheater, München (2022)
- „We Are Musical – The Next Generation“ / Solistin – Raimund Theater, Vereinigte Bühnen Wien (2022)
- „Elisabeth – Konzertante Aufführung“ / Mary Vetsera, Ensemble – Schloss Schönbrunn, Vereinigte Bühnen Wien (2022–2023)
- „Das Lächeln einer Sommernacht“ / Frau Segstrom – Gärtnerplatztheater, München (2022–2024)
- „Drei Männer im Schnee“ / Herta, Luise, Skikursteilnehmerin – Gärtnerplatztheater, München (2022–2023)
- „Jesus Christ Superstar“ / Ensemble – Raimund Theater, Vereinigte Bühnen Wien (2023)
- „My Fair Lady“ / Blumenmädchen, Stubenmädchen – Gärtnerplatztheater, München (2023–2025)
- „Lizzy Carbon und der Klub der Verlierer“ / Sara – Theater im Zentrum, Theater der Jugend, Wien (2023)
- „We Are Musical – VBW Musicalfest 2024“ / Sing Along – Ronacher, Vereinigte Bühnen Wien (2024)
- „Das Phantom der Oper“ / Cover Carlotta Giudicelli, Swing – Raimund Theater, Vereinigte Bühnen Wien (2024–2026)
- „Augustin – Das Musical“ / Witwe Mehlwurm, alte Frau – Musical Sommer Amstetten (2025)[11]

## Auszeichnungen
- 2021: Sonderpreis der Jury – Walter Jurmann Gesangs- und Interpretationswettbewerb[12]
- 2025: 1. Preis der Jury – MUT-Wettbewerb für musikalisches Unterhaltungstheater[13]

## Diskografie
- 2022: Elisabeth Live in Schönbrunn – als DVD und Blu-ray[14]
- 2023: Lizzy Carbon und der Klub der Verlierer – auf Apple Music, Deezer, Spotify und YouTube Music